# 1903
Évszázadok: 19. század – 20. század – 21. század
Évtizedek: 1850-es évek – 1860-as évek – 1870-es évek – 1880-as évek – 1890-es évek – 1900-as évek – 1910-es évek – 1920-as évek – 1930-as évek – 1940-es évek – 1950-es évek
Évek: 1898 – 1899 – 1900 – 1901 –  1902 – 1903 – 1904 – 1905 – 1906 – 1907 – 1908

## Események

### Határozott dátumú események
- január 2. – Turócszentmártonban megjelenik a Slovenské ľudové noviny (Szlovák Népújság) című ellenzéki, katolikus néppárti irányzatú hetilap.[1]
- január 6. – Francesco Forgione (a későbbi Pietrelcinai Szent Pio, azaz Pio atya) 15 évesen belép a morconei kapucinus szerzetesek noviciátusába. (Nem sokkal később, január 22-én felölti a ferences habitust és megkapja a Pio nevet, V. Piusz pápa tiszteletére, aki Pietrelcina védőszentje volt.)
- január 16. Szerbiában I. Sándor király feloszlatja a skupštinát, ettől kezdve maga kormányozza az országot.[2]
- január 27. – Bolíviai brazil telepesek újból bejelentik az Acrei Köztársaság megalakulását José Plácido de Castro vezetésével.
- február 7. – A nyitrai vármegyei törvényszék végtárgyalása 3 szlovák ellenzéki politikus – Rudolf és Július Markovič, valamint Ľudovít Čulík – ellen az 1901. évi parlamenti választások alkalmával elkövetett magyarellenes izgatás vádjával. (A 2-5 hónap közti büntetéseket a pozsonyi fellebbviteli bíróság augusztus 6-án megsemmisíti.)[1]
- április 5. – Belgrádban tömegtüntetésekre kerül sor I. Sándor király diktatorikus módszerei ellen.[3]
- április 7. – I. Sándor szerb király felfüggeszti az alkotmányt.[3]
- június 8. – Elindul az ország első menetrend szerinti autóbuszjárata Miskolcon. (Sikertelensége miatt hamar megszűnik.)
- június 11. – I. Obrenović Sándor szerb királyt tiszti összeesküvők meggyilkolják. (Dinasztiaváltás I. Karadjordjević Péter révén, egyben külpolitikai irányváltás is.)[4]
- június 27. – Gróf Khuen-Héderváry Károly alakít kormányt.[5]
- július 1. – Teodor Pejačevićet nevezik ki horvát bánná.[4]
- július 4. – Budapesten megjelenik Milan Hodža szerkesztette Slovenský týždenník (Szlovák Hetilap), a korszak legnépszerűbb, radikális ellenzéki szlovák politikai orgánuma.[1]
- augusztus 4. – X. Pius pápa megválasztása.[6]
- augusztus 15. – A macedóniai felkelés kirobbanása.[4]
- szeptember 19. – A Jaša Tomić vezette magyarországi Szerb Radikális Párt új programja az 1868-as nemzetiségi törvény kiszélesítését követeli.[4]
- szeptember 20. – Tiszaújlakon és Tiszabecsen felavatták a turulmadaras Rákóczi emlékművet, illetve a tiszabecsi Rákóczi emlékoszlopot.[1]
- október 3. – I. Ferenc József és az orosz cár mürzstegi egyezménye(wd). (Macedónia külön főkormányzóság, a keresztény lakosság helyzetének javítására a 2 hatalom delegátusai felügyelnek.)[4]
- október 10.
  - Átadják az Erzsébet hidat Budapesten.[7]
  - A Bayer gyógyszergyár piacra dobja új fájdalomcsillapítóját, az Aspirint.
- november 3.
  - Gróf Tisza István alakít kormányt.[5]
  - Panama kikiáltja függetlenségét.[8]
- november 11. – Brazília és Bolívia aláírja a petrópolis szerződést, Acre területét ez előbbi fél kapja meg, ezzel véget ér az acrei háború.

### Határozatlan dátumú események
- az év eleje – A horvát–magyar pénzügyi egyezmény meghosszabbításáról folytatott tárgyalásokon a magyar fél elutasítja a horvátok által javasolt változásokat.[4]
- március-április – Jelentős megmozdulások Horvátországban a pénzügyi önállóság, az általános választójog és a horvát vezényleti nyelv ügyéért; továbbá tiltakoznak a magyar feliratok és címerek ellen.[9]
- az év folyamán – Az 1895-ben Rzeszówban megalakult Néppárt (SL) Lengyel Néppártra (PSL) változtatja nevét, s közzéteszi a parasztság érdekvédelmére korlátozódó programját.[10]

## Az év témái

### 1903 a filmművészetben
- augusztus 29. – Oskar Mester a berlini Apollo moziban bemutatja a hangos képet, melyet vetítőgép és gramofon csatlakoztatásával hoz létre. Filmjein táncok és operajelenetek láthatóak.
- november 7. – Léon Gaumont szabadalmaztatja a kronográfot, amely a vetítő és a gramofon párhuzamos működtetésével lehetővé teszi a hangosfilmet.
- A nagy vonatrablás, rendezte Edwin S. Porter

### 1903 a légi közlekedésben
- december 17. – A Wright fivérek az észak-karolinai Kitty Hawkban Flyer 1 nevű kétfedelű gépükkel végrehajtják az első kormányozott motoros repülést.

### 1903 a sportban
- Az FTC nyeri az NB1-et. Ez a klub első bajnoki címe.
- Megrendezik az első Tour de France-t
- Az első nemzetközi teniszbajnokság Budapesten. A Yolland Arthur kezdeményezésére, a MAC (Magyar Atlétikai Club) által kiírt versenyen férfi egyesben a győzelmet a későbbi olimpiai bajnok brit Josiah Ritchie szerezte meg.
- április 5. – Nemzetek közötti labdarúgó mérkőzés: Magyarország - Cseh Királyság 2-1
- Lásd még: 1903-ban alapított labdarúgóklubok listája

### 1903 a tudományban
- Tantál-lámpa.
- Vasbeton első alkalmazása házépítésnél.
- Ciolkovszkij elkezdi kidolgozni űrhajózási repüléselméletét.
- Zsigmondy Richárd és munkatársai kidolgozzák az ultramikroszkópot.
- Az elektrokardiográfia (EKG) feltalálása.
- Henry Ford megalapítja autógyárát.

### 1903 a vasúti közlekedésben
- december 3. – Átadják a Szentes és Csongrád közötti Tisza-hidat.

## Születések
- január 11. – Dékány András, író († 1967)
- január 13. – Román György, festő, író († 1981)
- január 18. – Bezsilla László, entomológus († 1983)
- február 4. – Kőszegi Imre magyar író, újságíró, műfordító († 1995)
- február 10. – Matthias Sindelar osztrák labdarúgó, az osztrák Wunderteam középcsatára († 1939)
- február 12. – Rideg Sándor, író († 1966)
- február 13. – Georgij Mihajlovics Berijev, szovjet repülőgép-tervező († 1979)
- február 13. – Georges Simenon, belga író († 1989)
- február 21. – Anaïs Nin kubai származású, franciaországi születésű amerikai írónő († 1977)
- március 1. – Pártos István hegedűművész († 1920)
- március 2. – Basilides Barna, festő, grafikus, gobelintervező († 1967)
- március 6. – Berend József agrárközgazdász, egyetemi tanár († 1985)
- március 7. – Szandai Sándor, szobrász († 1978)
- március 18. – Galeazzo Ciano, olasz külügyminiszter, Mussolini veje († 1944)
- március 18. – Marik Klára magyar olimpikon († 2005)
- április 19. – Eliot Ness amerikai szövetségi ügynök, az Al Capone elleni küzdelemről ismert († 1957)
- április 24. – José Antonio Primo de Rivera, spanyol politikus, a Falange alapítója († 1936)
- május 1. – Ivády Sándor, olimpiai bajnok vízilabdázó († 1998)
- május 10. – Sipos Gábor magyar mezőgazdász, egyetemi tanár († 1994)
- május 30. – Czottner Sándor, politikus († 1980)
- június 15. – Fekete József, szobrász, a modern román szobrászat kiemelkedő egyénisége († 1979)
- június 16. – Francis Charles Fraser, brit zoológus, a cetek kutatásának egyik vezéralakja († 1978)
- június 25. – George Orwell, angol író († 1950)
- július 11. - Rudolf Abel szovjet hírszerző († 1971)
- július 18. – Gerecs Árpád vegyészmérnök, kémikus, az MTA tagja († 1982)
- július 24. – Baskay Tóth Bertalan magyar botanikus, mezőgazdasági mérnök, egyetemi tanár († 1976)
- július 25. – Ajtay Andor színész, rendező († 1975)
- július 25. – Vaszy Viktor, zeneszerző, karmester († 1979)
- augusztus 23. – William Primrose, brácsaművész († 1982)
- augusztus 24. – Zathureczky Ede, hegedűművész († 1959)
- augusztus 25. – Élő Árpád, sakkozó, fizikus, sportvezető, az Élő-pontszámok rendszerének kidolgozója († 1992)
- augusztus 27. – Keserű Ferenc, olimpiai bajnok vízilabdázó († 1968)
- szeptember 5. – Kemény János, erdélyi író († 1971)
- szeptember 5. – Szepes Béla, síelő, gerelyhajító olimpikon, karikaturista († 1986)
- október 1. – Vladimir Horowitz ukrán származású amerikai zongoraművész († 1989)
- október 1. – Charlie Booth ausztrál atléta († 2008)
- október 2. – Maszlay Lajos, olimpiai bronzérmes, világbajnok vívó († 1979)
- október 4. – Ernst Kaltenbrunner német SS-Obergruppenführer, második világháborús bűnös († 1946)
- október 7. – Nesz Ferenc magyar zongorista, dalszerző, nyilaspárti országgyűlési képviselő († ?)
- október 11. – Csallány Dezső, régész († 1977)
- október 17. – Andrej Antonovics Grecsko, szovjet marsall, a Szovjetunió kétszeres Hőse († 1976)
- október 31. – Pásztory Ditta, zongoraművész, Bartók Béla második felesége († 1982)
- november 7. – Konrad Lorenz, osztrák etológus († 1989)
- november 19. – Szegedy-Maszák Aladár közgazdász, washingtoni magyar követ († 1988)
- november 22. – ifj. Latabár Árpád, magyar színész († 1961)
- november 26. – Oravecz Paula, magyar József Attila-díjas írónő († 1990)
- november 27. – Lars Onsager, Nobel-díjas norvég származású amerikai kémikus, egyetemi tanár († 1976)
- december 5. – Johannes Heesters, holland színész († 2011)
- december 8. – Székely Zoltán, hegedűművész, zeneszerző († 2001)
- december 27. – Széchy Károly hídépítő mérnök, egyetemi tanár, az MTA tagja († 1972)
- december 28. – Neumann János, matematikus († 1957)

## Halálozások
- január 25. – Kuncz Ignác jogtudós, az MTA tagja (* 1841)
- március 7. – Bittó István, magyar politikus, miniszterelnök (* 1822)
- március 29. – Dankó Pista nótaszerző (* 1858)
- május 1. – Vass Mátyás tanító, pedagógiai író, író (* 1837)
- május 9. – Paul Gauguin impresszionista festő (* 1848)
- június 11. – I. Sándor szerb király, akit feleségével együtt oroszbarát tisztek meggyilkoltak (* 1876)
- július 6. – Pauler Gyula történész, levéltáros (* 1841)
- július 20. – XIII. Leó pápa (* 1810)[11]
- szeptember 1. – Hetyey Sámuel pécsi megyés püspök (* 1845)
- szeptember 1. – Charles Renouvier francia katolikus filozófus (* 1815)
- szeptember 13. – Carl Schuch osztrák festő (* 1846)
- szeptember 18. – Adorján Jenő hegedűművész, zeneszerző (* 1874)
- október 16. – Jantyik Mátyás festőművész (* 1864)
- október 28. – Fadrusz János szobrászművész (* 1858)
- november 1. – Theodor Mommsen német történész, irodalmi Nobel-díjas (* 1817)
- december 8. – Herbert Spencer angol filozófus (* 1820)
- december 20. – Ábrányi Kornél, zenei író, zeneszerző, zongoraművész, zenepedagógus (* 1822)

## Nobel-díjasok
- A Nobel-díjat a svéd Alfred Nobel alapította, 1901 óta adják át, melyet a Svéd Királyi Tudományos Akadémia ítél oda a tudomány, az irodalom és humanitárius területen kimagasló eredményt elért magánszemélyeknek, illetve intézményeknek.

| Fizikai            | Henri Becquerel, Pierre Curie, Marie Curie |
| Kémiai             | Svante August Arrhenius                    |
| Orvosi-fiziológiai | Niels Ryberg Finsen                        |
| Irodalmi           | Bjørnstjerne Bjørnson                      |
| Béke               | William Randal Cremer                      |